# Martin Westerberg
Karl Martin Westerberg, född 13 maj 1892 i Stockholm, död 3 oktober 1963 i Stockholm, var en svensk arkitekt.

## Biografi
Westerberg fick sin arkitektutbildning vid Tekniska skolan i Stockholm 1912 samt vid KTH åren 1913 till 1915. 1919 studerade han vid Kungliga konsthögskolan i Stockholm. Från 1919 var han verksam vid Svenska kyrkans diakonistyrelse och tjänstgjorde som arkitekt för Byggnadsstyrelsen från 1920.
Bland hans arbeten märks en lång rad byggnader för skolor, kyrkor, prästgårdar samt församlings- och ålderdomshem. Här kan nämnas bland annat  Junosuando kyrka (ombyggnad 1927), Mullhyttans kyrka (nybyggnad 1927), Pålsboda kyrka (nybyggnad 1936), Latikbergs kyrka (nybyggnad 1934), Viktoriakyrkan (nybyggnad 1938), Fiskebäcks kapell (nybyggnad 1939),  Finnträsk kyrka (renovering 1954), Fällfors kyrka (renovering 1954), Pershagens kapell (nybyggnad 1936) och Överjärna kyrka (renovering 1933). 
Till hans största uppdrag hör Medborgarhuset, Stockholm, som han fick efter en arkitekttävling 1930. Hans förslag skilde sig från andra arkitekters bidrag genom en klassicistisk arkitektur i en tid då funktionalismen hade gjort sitt intåg i Sverige. Westerbergs medborgarhus blev en monumental byggnad i gult tegel med två stora fritrappor vid Medborgarplatsen, som invigdes 2 december 1939.

## Verk i urval
- Krylbo kyrka, 1924.
- Församlingshem i Skövde, 1924-25
- Rydöbruks kapell, 1922.
- Stugsunds kyrka, 1925.

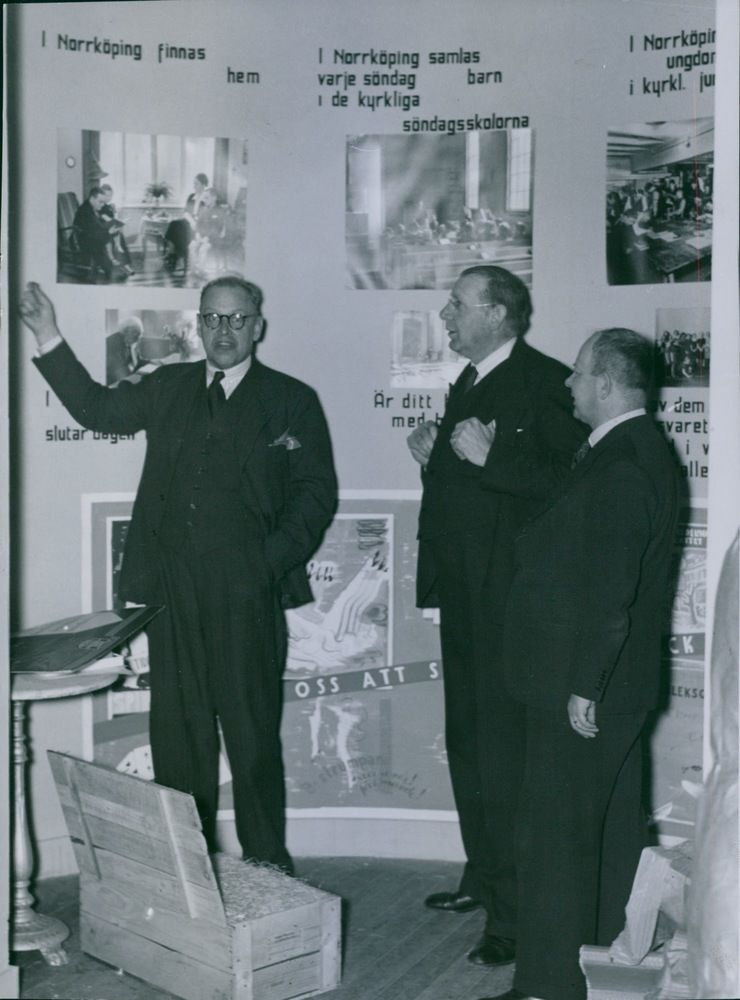
Westerberg (till vänster) på ungdomsutställningen "Vi vill" på Strömsholmen i Norrköping 1939.

- Sankt Nikolai församlingshem, Halmstad, 1927
- Mullhyttans kyrka, 1927.
- Hjortkvarns kyrka, 1933.
- Latikbergs kyrka, 1932–1933.
- Sankt Olofs kapell, Kumla,  1935.
- Pershagens kapell 1936.
- Pålsboda kyrka, 1936.
- Viktoriakyrkan, 1938.
- Medborgarhuset i Stockholm 1939
- Forsnäs kapell, 1939.
- Bastuträsks kyrka, 1944.
- Granö kyrka, 1953.
- Limmareds kyrka, 1957.
- Vuollerims kyrka, 1958.
- Församlingshem, Ö Trädgårdsg 17, Nyköping 1959.

## Bilder

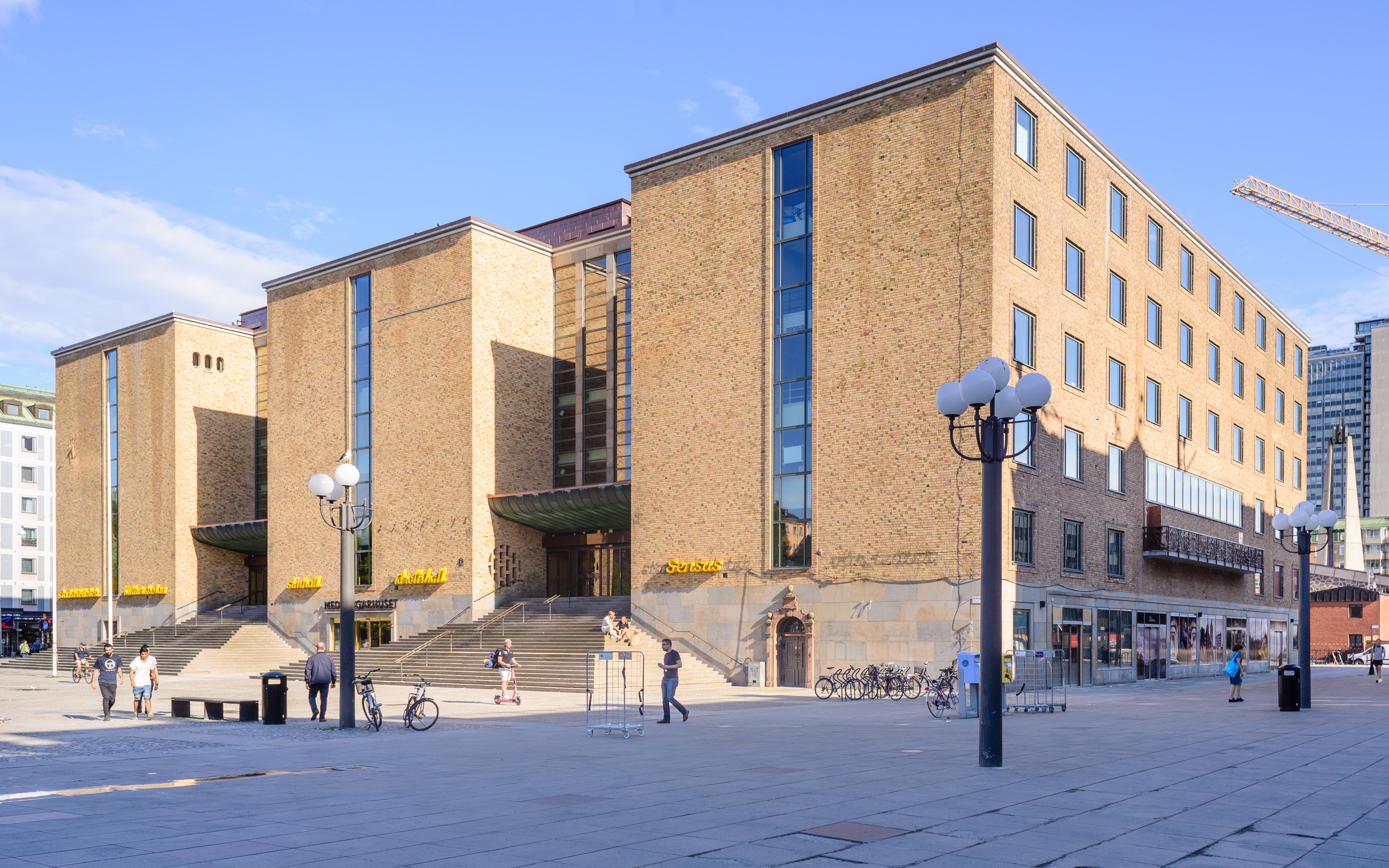
Medborgarhuset i Stockholm.
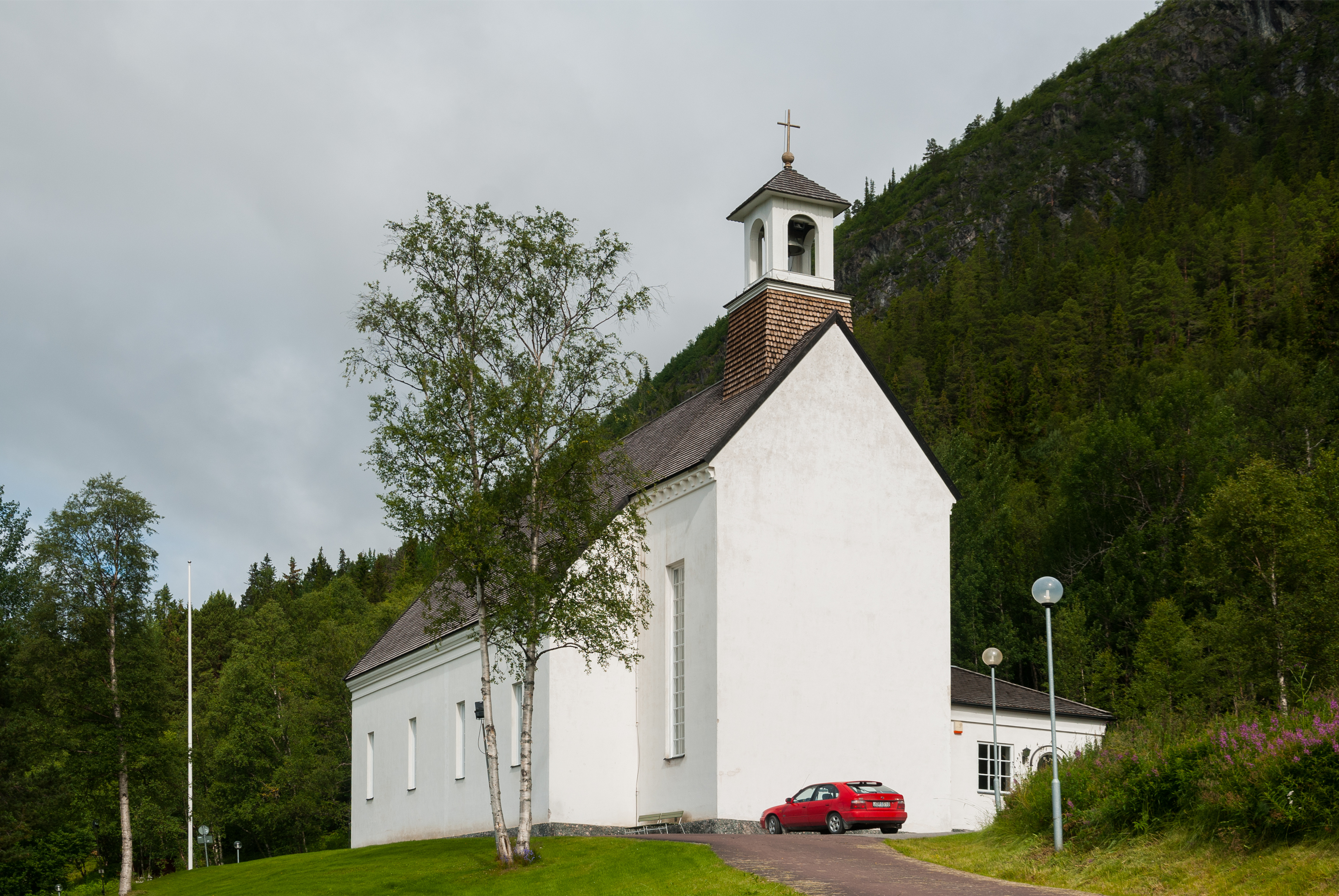
Funäsdalens kyrka invigd 1928 ritad tillsammans med Curt Björklund.
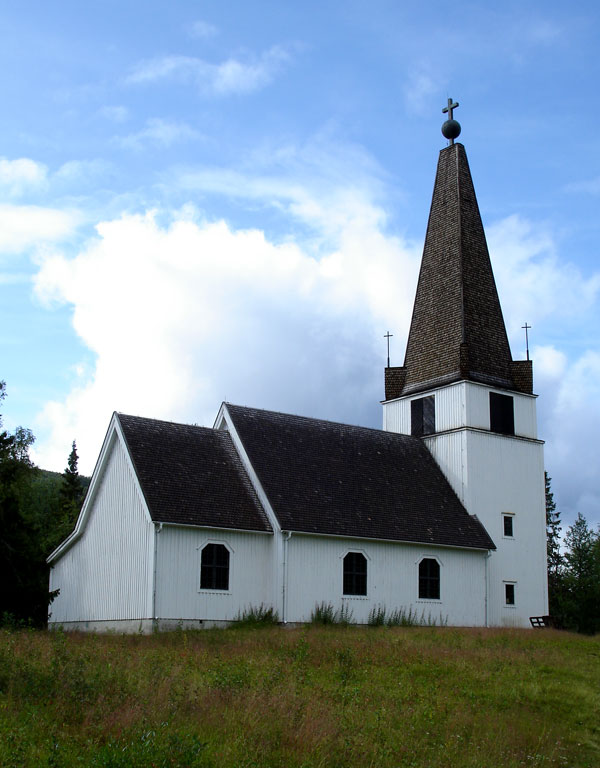
Viktoriakyrkan
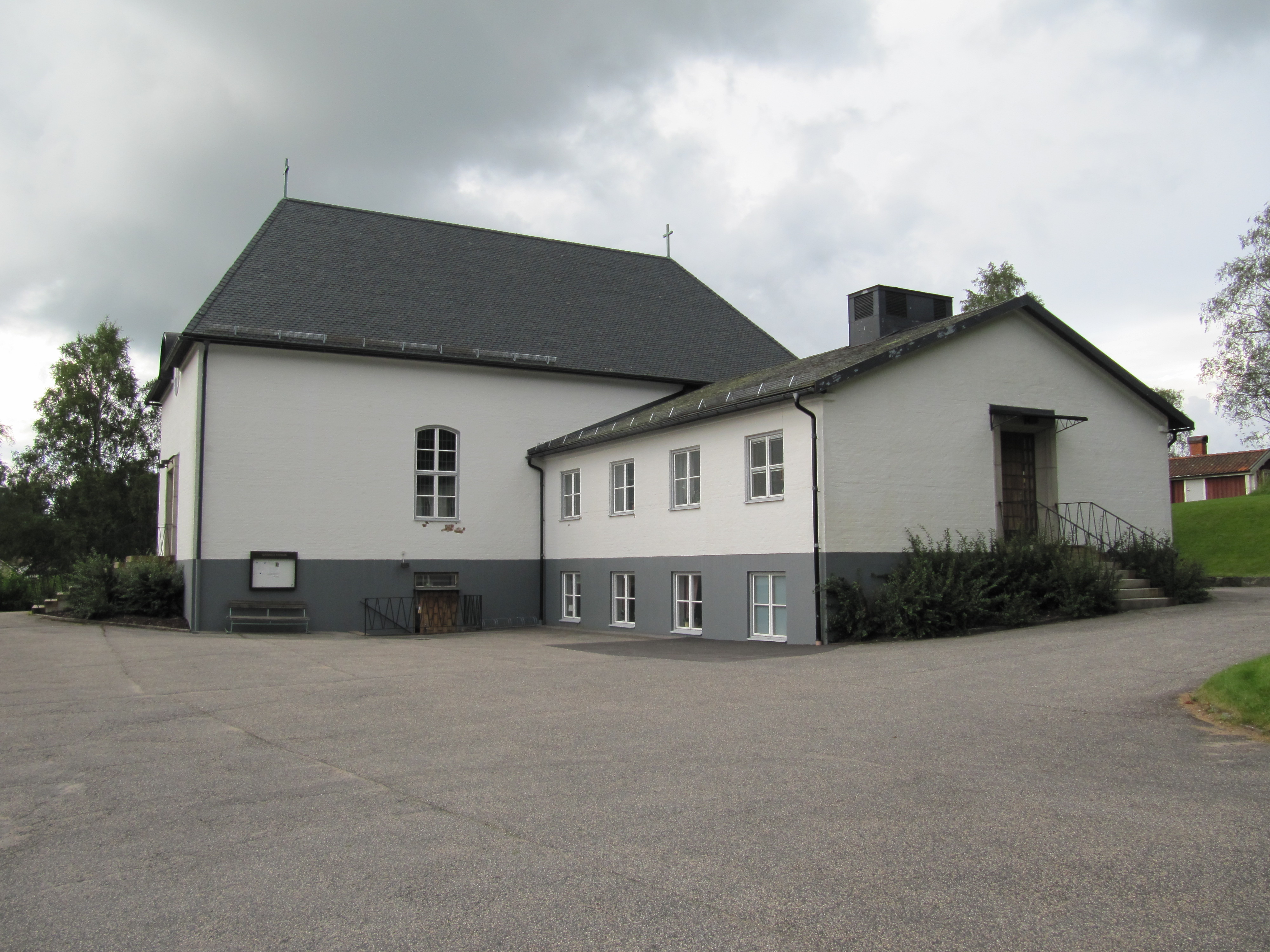
Limmareds kyrka
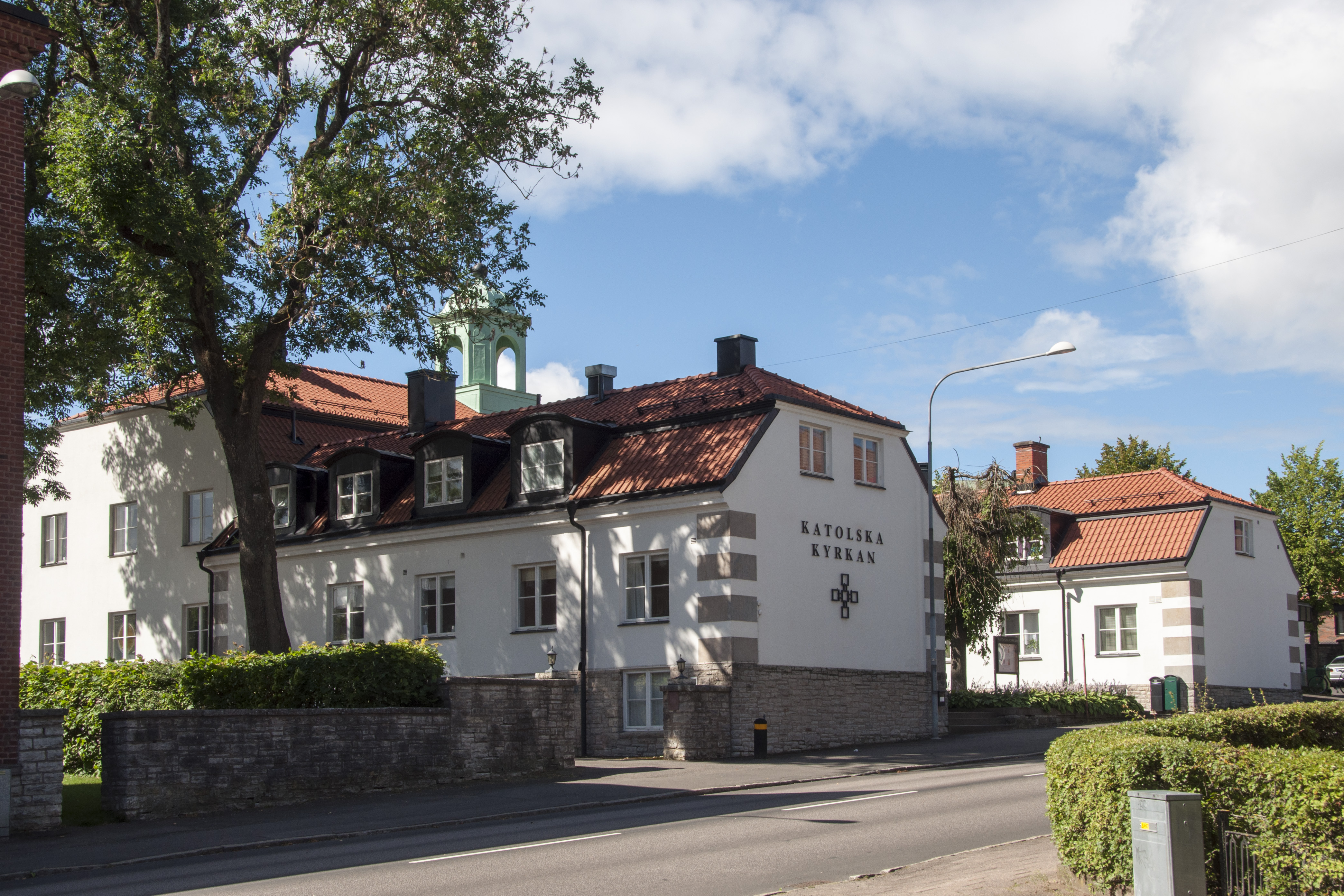
Församlingshem i Skövde